# Семёнов (город)
Семёнов — город (с 1779) областного значения в Нижегородской области России, административный центр городского округа Семёновский. Население 25 075 чел. (2021). Имеет статус «столицы Золотой хохломы».

## География
Город расположен на реке Санохте, в 69 км к северо-востоку от центра области города Нижнего Новгорода.
Площадь 25,9 км2.

## История
Возник в начале XVII века как поселение старообрядцев, впервые упоминается в платежной книге 1644 года как селишко Семёновское, С возведением в 1717 году церкви Семёнов получил статус села, его церковный приход объединял 17 деревень — село Семёново. С 1779 года — уездный город Семёновского уезда Нижегородского наместничества (с 1796 года — Нижегородская губерния).
В 1781 году был присвоен герб, имеющий следующее описание: «В верхней части щита — герб Нижегородский, в нижней — на золотом поле костер из сложенных пирамидою бревен, по причине той, что в сих местах великое количество оного заготовляется».
В XVIII—XIX веках Семёнов — центр старообрядчества, многие приверженцы которого, скрываясь от преследований, нашли свой приют в глухих лесах Заволжья. В XVIII веке в его округе действовало около сотни скитов.
Семёнов — старинный центр художественной обработки дерева. Во второй половине XVII века вокруг него (а также вокруг сел Хохлома и Скоробогатовское) возник и получил развитие особый промысел — декоративная роспись деревянной посуды, знаменитая хохломская роспись. Первое упоминание о ней относится к 1659 году, когда боярин Морозов (именно ему принадлжело «селишко Семеновское») требовал собрать с заволжских владений блюда разных размеров и братины (вид сосуда для питья) на «оловянном деле» (в XVII веке олово применялось для золочения в художественных ремеслах).

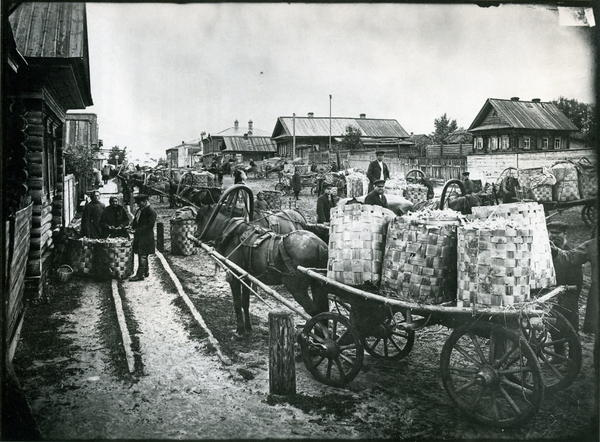
Ложкарный базар в Семёнове. Начало XX века. Фото М. П. Дмитриева

В Семёнов привозились из окрестных деревень выточенные ложки-баклуши и «щепной» товар (подносы, чашки, туеса, игрушки и т. п.), которые после отделки и окраски отправлялись на Нижегородскую ярмарку.
Развитию промысла способствовала богатая водная система рек Волги, Оки, Ветлуги, Керженца, Узолы, по которым издавна переправлялись различные товары, а также близость громадного рынка сбыта — Макарьевской и затем Нижегородской ярмарок. На протяжении двух столетий хохломская посуда являлась важной частью отечественной художественной культуры. Во второй половине XIX века вырастает интерес к промыслу, как к искусству. В моду входит «русский стиль», и у общества просыпается интерес к произведениям народных промыслов.
В 1853 году хохломские изделия впервые были представлены на Всероссийской промышленной выставке в Москве.
В XIX — начале XX века — центр старообрядчества, единственное место в России, где изготовлялись кожаные лестовки-чётки для старообрядцев.
В 1916 году по инициативе и на средства Нижегородского городского головы Сироткина в городе Семёнове открылась Школа художественной обработки дерева, которая впоследствии после ряда преобразований стала фабрикой «Хохломская роспись».
В 1934 году в Семёнове основан музей кустарно-художественных изделий.
В 1920 году в состав города вошло пригородное село Пурех (Пурехская слобода, Замостная слобода).
8 апреля 1968 года пригородные деревни Хвостиково и Малое Васильево вошли в состав города Семёнова.
В 2014 году городу Семёнову присваивается статус столицы Золотой хохломы. С этого же года начинается фестивальное движение «Золотая хохлома».

## Население
| 1856    | 1897    | 1913    | 1926    | 1931    | 1959    | 1967    | 1970    | 1975    |
| ------- | ------- | ------- | ------- | ------- | ------- | ------- | ------- | ------- |
| 2800    | ↗3800   | ↗5100   | ↗6000   | ↗7500   | ↗19 837 | ↗23 000 | ↗23 633 | ↗24 300 |
| 1979    | 1989    | 1992    | 1998    | 2000    | 2001    | 2002    | 2003    | 2005    |
| ↗25 199 | ↗26 282 | ↗26 600 | ↘26 000 | ↗26 600 | ↘26 500 | ↘25 298 | ↗25 300 | ↘25 000 |
| 2006    | 2008    | 2009    | 2010    | 2011    | 2012    | 2013    | 2014    | 2015    |
| ↘24 800 | ↘24 433 | ↘24 351 | ↗24 473 | ↗24 500 | ↘24 433 | ↗24 442 | ↗24 503 | ↘24 451 |
| 2016    | 2017    | 2018    | 2019    | 2020    | 2021    |         |         |         |
| ↗24 583 | ↘24 536 | ↘24 400 | ↘24 180 | ↘24 067 | ↗25 075 |         |         |         |

## Геральдика

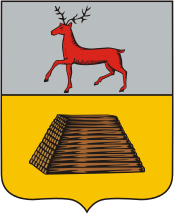
Исторический герб Семёнова (1781)

Первый герб города Семёнова был утверждён 16 августа 1781 года.
Герб городского округа Семёновский утверждён 16 февраля 2012 года.
Герб представляет собой геральдический щит, окаймлённый красной полосой, состоящий их двух частей: в верхней части — «идущий в серебряном поле червлёный (красный) олень, имеющий рога с шестью отростками и чёрные копыта», указывающий на принадлежность к Нижегородской области, на территории которой расположен город Семёнов; в нижней части — костёр из сложенных в пирамиду брёвен на золотом поле, означающий большое значение лесов и деревообработки в жизни населения. Разделительная полоса между полями красного цвета с элементом хохломской росписи золотым цветом, подтверждающим историческое, культурное и экономическое значение народного промысла.

## Административное устройство

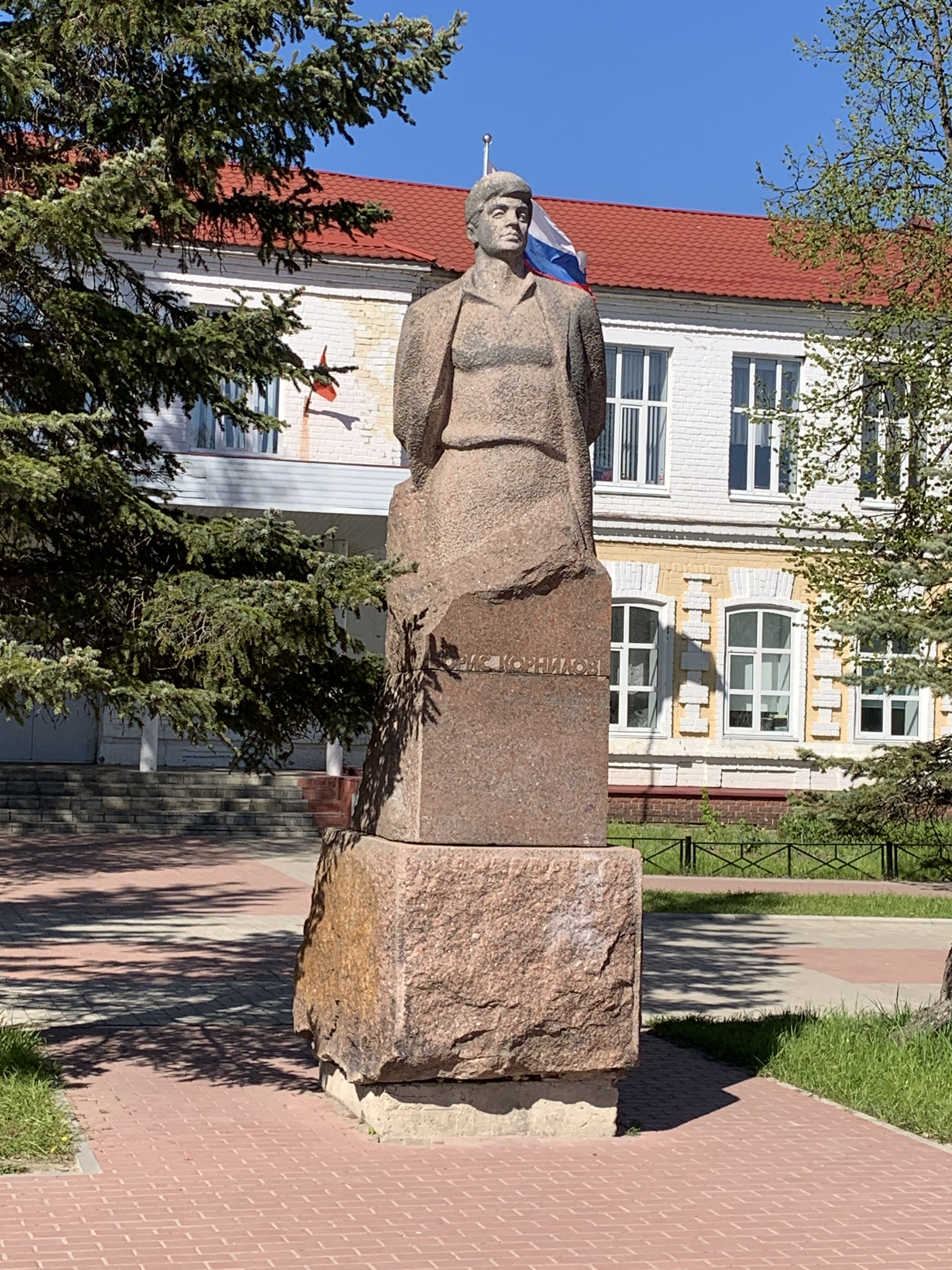
Памятник поэту Борису Корнилову

Центр города имеет довольно упорядоченную планировочную структуру, сложившуюся ещё в дореволюционное время. Имеющиеся в настоящее время другие микрорайоны города появлялись начиная с середины прошлого века.
Микрорайоны:
- Центр (часто именуется Городом, исторически сложившийся район города. В настоящее время в нём находятся практически все учреждения власти, множество торговых центров. Жилой массив представлен в основном частными домами и небольшим количеством многоквартирных домов);
- Дьяковское поле (наиболее многочисленный по количеству жителей микрорайон. Жилой массив представлен преимущественно пятиэтажными жилыми домами. Активная застройка началась в 1990-е годы и продолжается до сих пор);
- Новая стройка (район застраивался в 1950—1960-е годы, именно тогда и возникло название. Жилой фонд — частные дома);
- Юго-Восточный микрорайон (активно строящийся район, начавший застраиваться с конца XX века. Жилой фонд — индивидуальные дома и коттеджи);
- Пурех (район представлен двумя основными улицами, с расходящимися от них небольшими улочками. Жилой фонд — частные дома, с небольшим количеством многоквартирных).
- Микрорайон улицы Заводской (жилой фонд — многоквартирные дома невысокой этажности).

Все микрорайоны соединяются между собой автобусными маршрутами городского транспорта.

## Экономика

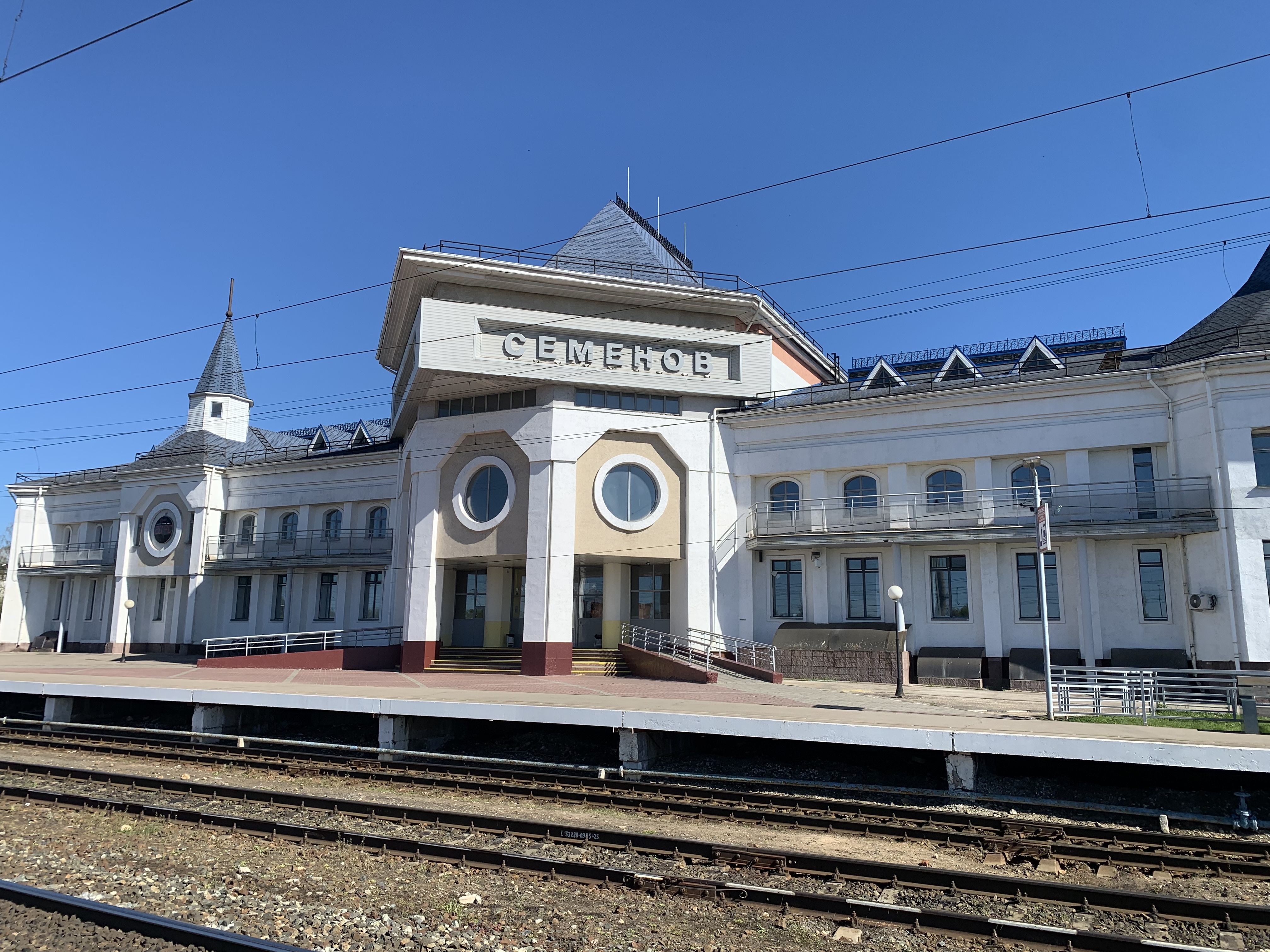
Семёновский железнодорожный вокзал

По данным на 1 августа 2022 года в Семёнове зарегистрировано 390 предприятий.
В Семёнове с 1916 года развит художественный промысел хохломская роспись, зародилась в селе Хохлома Ковернинского района. В 1925 году создана артель «Кустарь-художник», с 1931 года артель «Экспорт», впоследствии «Хохломская роспись», преобразована в 1960 году в фабрику, в 1970 году реорганизована в одноимённое художественное объединение. Характерны деревянные токарные изделия с росписью «под фон» с золочёным, виртуозным по рисунку узором (причудливые садовые цветы) на красном или чёрном фоне.
На художественной фабрике «Семёновская роспись» в 1922 году появилась на свет традиционная русская семёновская матрёшка, которая отличается жёлто-красным фоном и ярким букетом цветов на фартуке. В 1970 году на выставке «Экспо-70» в Токио (Япония) была представлена 72-местная матрёшка. Художественная фабрика отправляет на экспорт более 60 % своей продукции[значимость факта?].
В городе также работает ПАО «Литейно-механический завод», один из ведущих производителей трубопроводной запорной арматуры в России. Выпускает продукцию для нужд жилищно-коммунального хозяйства и нефтегазового комплекса.

## Полезные ископаемые
Есть месторождения красной и белой глины, кварцевого песка, гравия, торфа, бурого железняка и др.

## Торговля и сфера услуг
Город активно осваивают крупные торговые сети (такие, как «Пятёрочка», «Магнит»). Имеются также торговые центры: «PLAZA», «Купеческая Слобода», «Галерея».

## Связь и телекоммуникации
Связь обеспечивается предприятиями федеральной почтовой связи и филиалом ОАО «Ростелеком». Телевизионный сигнал в городе распространяется по кабельному телевидению и по спутниковой связи. Абоненты кабельного телевидения имеют возможность смотреть в рамках социального пакета около 60 каналов (в том числе все общероссийские и один местный).
Город входит в зону покрытия всех основных сотовых операторов «Билайн», «НСС», «МегаФон», «МТС», «Теле2» и «СкайЛинк».

## Средства массовой информации
В Семёнове выходят общественно-политическая газета «Семёновский вестник» и журнал «Твой город».
С 2002 по июнь 2021 года в Семёнове вещал местный кабельный телеканал СКС-ТВ. Вместо этого канала в марте 2023 года начал вещание канал СТВ, на котором показывают местные новости и мероприятия.

## Транспорт

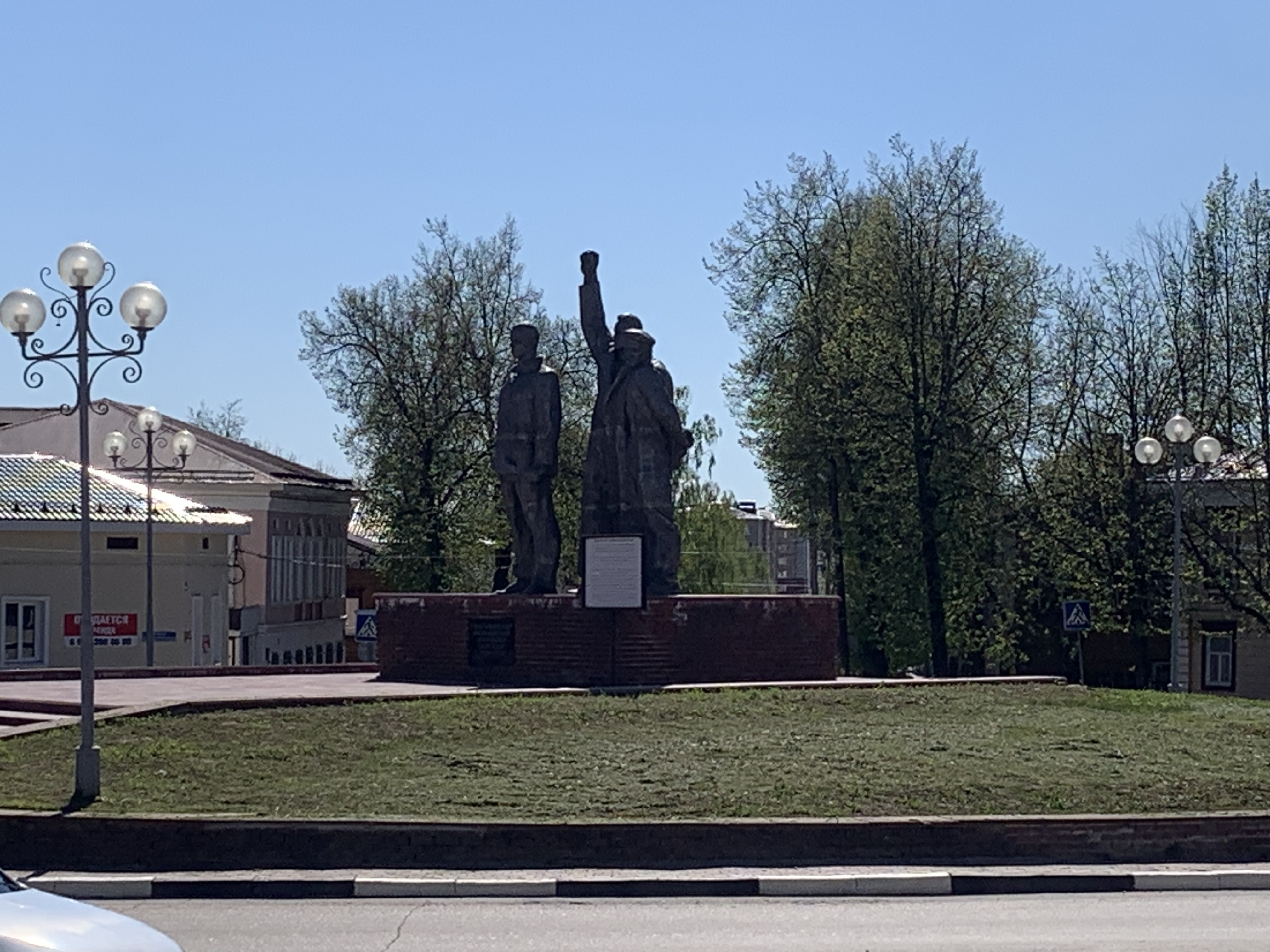
Город Семёнов. Площадь Октябрьской революции. Памятник трём коммунистам, погибшим в 1919 году в схватке с контрреволюционерами, прятавшимися в лесах возле деревни Ольеньево (1979 г.)

За городом проходит автомобильная дорога областного значения Нижний Новгород — Киров.
Имеется железнодорожная станция Семёнов на новом направлении линии Транссиба. До Нижнего Новгорода примерно каждый час ходят электропоезда. Время в пути составляет около 1 часа. В пределах города имеется одна остановка электрички оп. 506 км, связывающая вокзал и центральную часть города с микрорайоном Заводской ул.
Транспортное сообщение внутри города осуществляется силами АО «Семёновский автопарк» и небольшим количеством частных перевозчиков. Автостанция находится в здании железнодорожного вокзала. Существуют городские, пригородные и междугородные маршруты.
Дорожная обстановка на улицах обычно свободная, небольшие заторы могут быть лишь в часы пик в центральной части города.

## Образование
В Семёнове имеются четыре общеобразовательных школы, православная гимназия им. Святого апостола и евангелиста Луки, вечерняя школа, лицей им. А. С. Пушкина.
Государственные образовательные учреждения профессионального образования:
- ГБПОУ «Семёновский индустриально-художественный техникум» (ГБОУ СПО СИХТ).

Филиалы высших учебных заведений:
- Семёновский филиал Нижегородского государственного университета им. Н. И. Лобачевского

## Культура

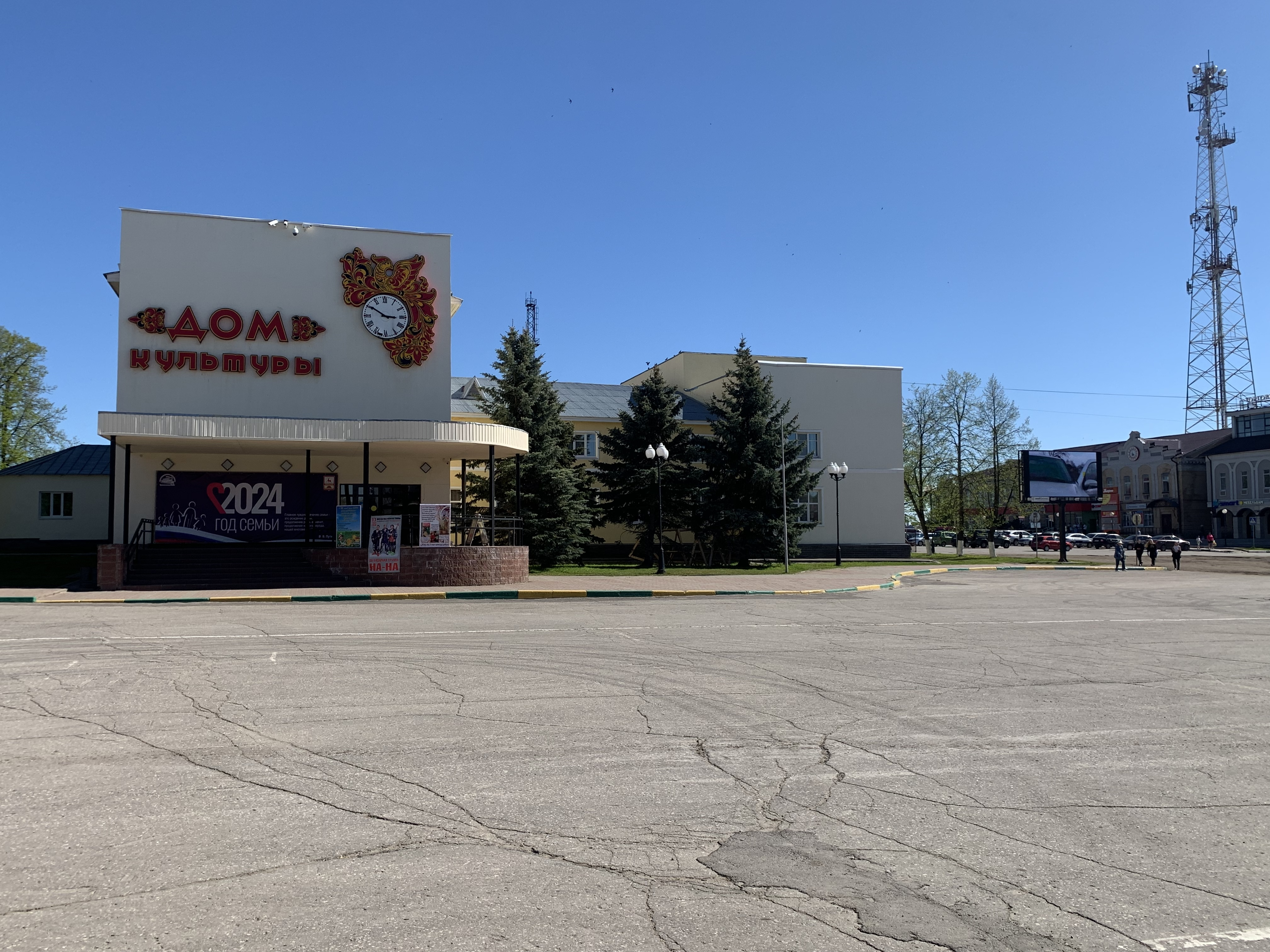
Районный Дом культуры

В городе действуют несколько общественных объединений:
- Фольклорный ансамбль «Родники» Семёновского районного дома культуры. Основан в августе 1994 года. Участник телепередачи «Играй гармонь» Заволокина в 1995 году. Лауреат фольклорного конкурса им. Ливанова 1996 года в Нижнем Новгороде. Участник телепередачи, подготовленной Чуяновым на ННТВ в 1996 году. Участники Русского фольклорного фестиваля в городе Ипсуич (Англия) в апреле-мае 1997 года. Руководитель ансамбля: Купцов Валерий Павлович.
- Поэтическое объединение «Родники».

## Спорт
- ФОК «Арена» (открыт 6 июня 2008 года, есть футбольное поле с искусственным покрытием, проводятся занятия в секциях по многим видам спорта)[31].
- Клуб тайского бокса и кикбоксинга «Манконг».
- Тренажерный зал Gymfitness.

## Достопримечательности, музеи

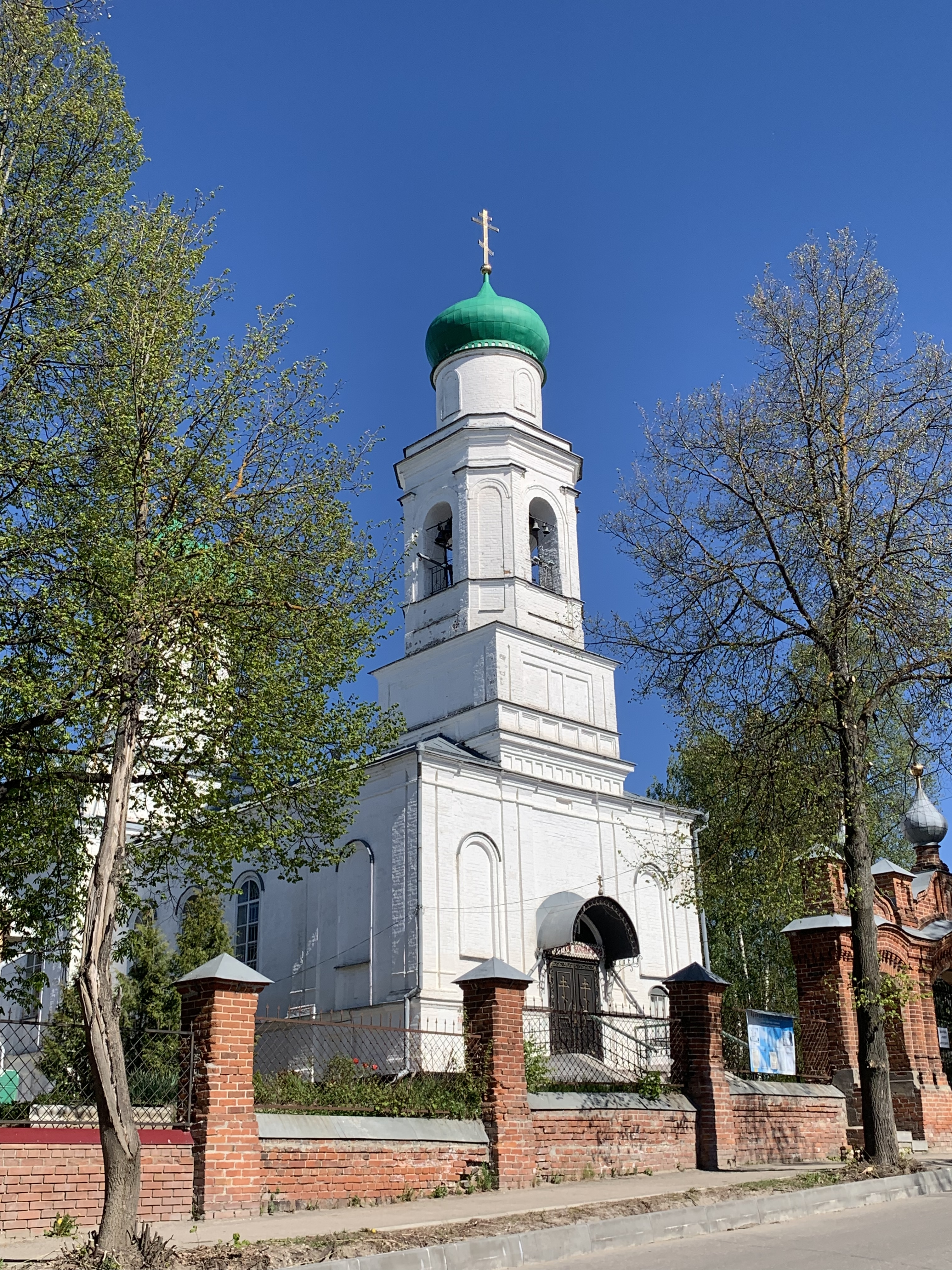
Церковь Всех Святых

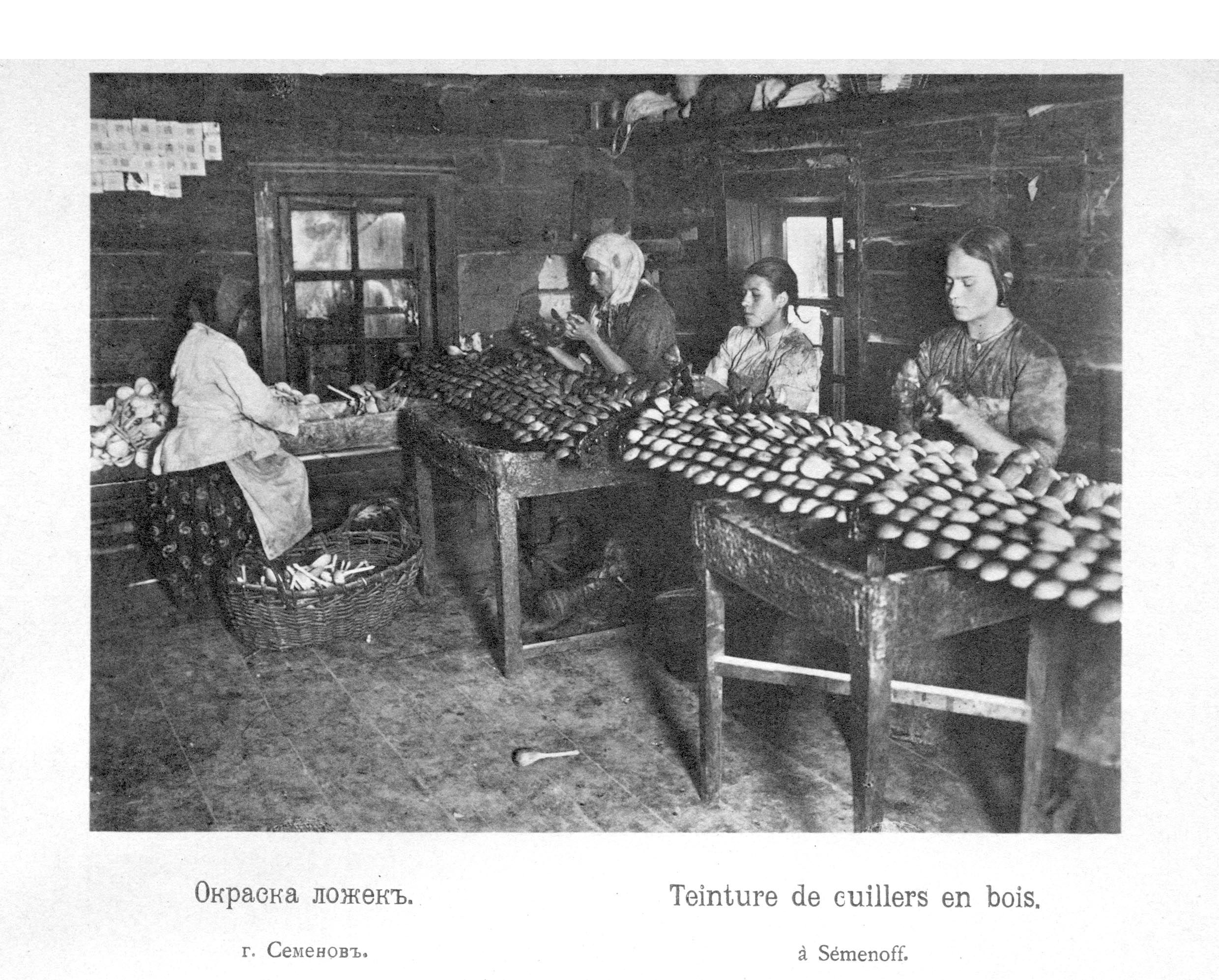
Окраска ложек, г. Семёнов. Нижегородская губерния по исследованиям губернского земства, 1896.

- Храм в честь Всех святых[32] (ул. Гагарина).
- Старообрядческая церковь (ул. Володарского).
- Историко-художественный музей (ул. Ванеева, д. 5 «А»).
- Святой колодчик «Осинковский» (д. Осинки). Расположен возле деревни Осинки Семёновского района, где в начале XVIII века существовал древлеправославный скит «Софонтиева толку».
- Памятник Б. П. Корнилову (пл. Бориса Корнилова).
- Бюст дважды Героя Социалистического Труда В. В. Кузнецова (у городского пруда).
- Романовское училище (перекрёсток улиц З-х Коммунистов и Пионерская). Романовское училище было выстроено в городе в 1913 году в честь 300-летия дома Романовых. В 1918—1923 годах — школа № 1 (в ней учился Б. Корнилов).
- Скит Новый Шарпан. Основан в 60-е годы XIX века после разорения скита Шарпан — одного из первых на Керженце. В 1849 году А. И. Мельников (Печерский) увёз из Шарпана его главную святыню — икону Казанской Божьей Матери, оглашённую старообрядцами чудотворной. Согласно легендарному пророчеству, пребывание этой иконы в скиту было непременным условием его существования. После утраты святыни жители Шарпана в соответствии с пророчеством переселились в другие скиты. Женский скит, основанный неподалёку от скита братии, у старого кладбища с могилой инокини-схимницы Февронии, получил название Новый Шарпан. Новый Шарпан и на сегодняшний день остаётся местом поклонения староверов.
- Жилой дом с накладной резьбой (ул. Ванеева, д. 14).
- Усадьба И. А. Ханыкина (ул. Ленина). Здание из красного кирпича, в котором сейчас находится районный военкомат. Ранее здание принадлежало торговцу мануфактурой Ивану Александровичу Ханыкину.
- Усадьба Г. А. Витушкина (ул. Ленина). Дом из красного кирпича, принадлежавший ранее Григорию Артемьевичу Витушкину — торговцу ложками (ныне здание федеральной почты).
- Музейно-туристический центр «Золотая Хохлома» (ул. Чкалова).
- Дом Б. П. Корнилова (д. Дьяково). Снесён, построено кладбищенское кафе.
- Музей матрёшки и традиционной игрушки. Открыт в ноябре 2017 года в честь 95-летнего юбилея нижегородской матрёшки. В экспозиции музея — матрёшки разных лет, расписанные мастерами различных регионов России, а также русские «Витязи», «Молодцы», «Красавицы», «Гусары» и «Дворяне»[33].
- Дом-музей купца Дмитрия Рыбина (ул. 9 января)

## Города-побратимы
Семенов является городом-побратимом для следующих городов:
- Мосты